# Code SINPO
Le code SINPO utilisé internationalement permet à une station radioélectrique de réception de décrire la qualité des émissions reçues d'une station radioélectrique émettrice. 
Le code SINPO : Signal, Interférences, Noise/bruits, Propagation, et Overall/appréciation de l'ensemble. Chaque lettre du code représente une variable évaluée sur une échelle de 1 (pour la plus mauvaise) à 5 (pour l'idéale).
En réalité, il existe plusieurs codes (tels que la qualité de réception en télévision terrestre, le code RST des radioamateurs, le code SIO et le code SINPFEMO), mais le code SINPO demeure le plus populaire en radiodiffusion internationale. 

## Utilisation du code SINPO
Le code SINPO a été utilisé par les radiotélégraphistes (des navires, des stations côtières et aéronautique) pour décrire la qualité des émissions radiotélégraphiques reçues (  ).
Le code SINPO est à présent adopté et utilisé pour décrire la qualité de la réception en radiodiffusion; les rapports de réception sont écrits par les radioécouteurs d'onde courte et en moyenne fréquence.

Les rapports de réception en code SINPO
- permettent aux stations de radiodiffusions, aux radioamateurs et aux stations en faibles puissances d'émission de vérifier l’arrivée des émissions radio jusqu'à l'auditeur.
- sont un moyen de communication entre l'auditeur et les personnes qui réalisent les émissions.
- et enfin, ils permettent aux auditeurs de recevoir une carte QSL de vérification lorsque leur rapport est correct. La collection de ces cartes QSL fait partie du hobby qui consiste à rechercher et identifier des signaux radio/tv à longues distances.

### Exemples de code SINPO
Le code SINPO est un nombre à cinq chiffres dont chacun correspond à la note attribuée à chacune des cinq variables S, I, N, P et O, comme dans les exemples ci-dessous (où 1 signifie très mauvais et 5 très bon) :
- Un SINPO de 55555 signifie que la station a été reçue dans des conditions idéales, comme une station radio FM locale en modulation de fréquence.
- Un SINPO de 54554 signifie que la puissance du signal est excellente, l'interférence est légère, le bruit est nul, la perturbation de la propagation (Fading) est nulle et que l'appréciation de l'ensemble est Bonne. Ce qui indique une réception relativement claire, avec seulement une légère interférence, mais rien qui puisse dégrader considérablement l'expérience d'écoute.
- Un SINPO de 33432 signifie que la puissance du signal est moyenne, l'interférence est modérée, le bruit est léger, la perturbation de la propagation (Fading) est modérée et que l'appréciation de l'ensemble est faible. Cela indique une détérioration du signal reçu.

### Tableau SINPO
Ce code permet à une station de réception de décrire la qualité des émissions radiotélégraphiques reçues d'une station émettrice maritime (  ) et demeure très populaire en radiodiffusion (  ).
- S : Signal. L'intensité du signal.
- I : Interférences. Perturbations provoquées par d'autres émetteurs sur la même fréquence ou sur une fréquence avoisinante.
- N : Bruit (de l'anglais Noise) . Interférence industrielle par exemple provoquée par des voitures non déparasitées, des lumières fluorescentes, ou bien des interférences atmosphériques, comme un orage.
- P : Propagation. Perturbation de la propagation. Le fading, une fluctuation cyclique du signal comme l’effet de scintillement produit par le passage à travers les régions polaires ou équatoriales, et d'autres irrégularités de la propagation.
- O : APPRÉCIATION D'ENSEMBLE (de l'anglais Overall) . C'est la somme totale qui dépend des quatre autres variables et ne peut être plus grande que la plus petite des autres variables.

|      | S                   | I             | N       | P                                     | O                          |
| ---- | ------------------- | ------------- | ------- | ------------------------------------- | -------------------------- |
| Note | Puissance du signal | Interférences | Bruit   | Perturbation de la propagation Fading | Appréciation de l'ensemble |
| 5    | Excellente          | Sans          | Sans    | Sans                                  | Excellente                 |
| 4    | Bonne               | Légères       | Léger   | Légère                                | Bonne                      |
| 3    | Moyenne             | Modérées      | Modéré  | Modérée                               | Moyenne                    |
| 2    | Faible              | Sévères       | Sévère  | Sévère                                | Faible                     |
| 1    | À peine audible     | Extrêmes      | Extrême | Extrême                               | Inutilisable               |

Le code SINFO
- Le code SINFO à la place du code SINPO est utilisé  en radiodiffusion par quelques stations.
- La lettre F de Fading remplace la lettre P de Propagation, le reste est sans changement.
- Soit SINFO : Signal, Interférences, Noise/bruits, Fading, et Overall/appréciation de l'ensemble.
- Chaque lettre est toujours évaluée sur une échelle de 1 à 5.

S-mètre en radiodiffusion

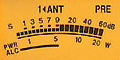
S-mètre.

En radiodiffusion avec un récepteur radio muni d'un S-mètre, il est possible de mesurer l'appréciation la puissance du signal.
| Puissance du signal note S | S-mètre         | Appréciation du signal |
| 5                          | 9+30dB à < maxi | Excellente             |
| 4                          | 9+6dB à 9+30dB  | Bonne                  |
| 3                          | 7 à 9+6dB       | Moyenne                |
| 2                          | 3 à 7           | Faible                 |
| 1                          | mini à < 3      | À peine audible        |

## Code SINPFEMO
Ce code professionnel est prévu pour décrire la qualité d'une émission en radiotéléphonie reçue par une station de réception .
Tableau du code SINPFEMO
|      | S                   | I             | N       | P                                     | F                                                      | E                        | M                       | O                          |
| ---- | ------------------- | ------------- | ------- | ------------------------------------- | ------------------------------------------------------ | ------------------------ | ----------------------- | -------------------------- |
| Note | Puissance du signal | Interférences | Bruit   | Perturbation de la propagation Fading | Fréquence des évanouissements de la propagation Fading | Qualité de la modulation | Taux de modulation      | Appréciation de l'ensemble |
| 5    | Excellente          | Sans          | Sans    | Sans                                  | Sans                                                   | Excellente               | Maximal                 | Excellent                  |
| 4    | Bonne               | Légères       | Léger   | Légère                                | Lente                                                  | Bonne                    | Bon                     | Bonne                      |
| 3    | Moyenne             | Modérées      | Modéré  | Modérée                               | Modérée                                                | Satisfaisante            | Satisfaisant            | Moyenne                    |
| 2    | Faible              | Sévères       | Sévère  | Sévère                                | Rapide                                                 | Médiocre                 | Médiocre ou nul         | Faible                     |
| 1    | À peine audible     | Extrêmes      | Extrême | Extrême                               | Très médiocre                                          | Très médiocre            | Surmodulé en permanence | Inutilisable               |

## Code SIO
Ce code permet à une station de réception de décrire la qualité des émissions reçues d'une station émettrice.
- S : Signal. L'intensité du signal.
- I : Interférences. Perturbations provoquées par d'autres émetteurs sur la même fréquence ou sur une fréquence avoisinante.
  - O : APPRÉCIATION D'ENSEMBLE (de l'anglais Overall). C'est la somme totale qui dépend des quatre autres variables et ne peut être plus grande que la plus petite des autres variables.

Tableau SIO
|      | S                   | I             | O                          |
| ---- | ------------------- | ------------- | -------------------------- |
| Note | Puissance du signal | Interférences | Appréciation de l'ensemble |
| 5    | Excellente          | Sans          | Excellente                 |
| 4    | Bonne               | Légères       | Bonne                      |
| 3    | Moyenne             | Modérées      | Moyenne                    |
| 2    | Faible              | Sévères       | Faible                     |
| 1    | À peine audible     | Extrêmes      | inutilisable               |

## Code RST
Le code RST est utilisé par les radioamateurs et les radioécouteurs pour exprimer respectivement l'appréciation (notée de 1 à 5) de la lisibilité du signal radioélectrique reçu, la mesure du signal radioélectrique reçu (notée de 1 à 9) et la tonalité des signaux radiotélégraphie (notée de 1 à 9).